# 在接见首都戒严部队军以上干部时的讲话
1989年6月9日下午，中国共产党中央军事委员会主席邓小平在中南海怀仁堂接见了参与六四戒严的中国人民解放军戒严部队军级以上干部，向他们发表了《在接见首都戒严部队军以上干部时的讲话》。这是他唯一一次针对六四事件发表讲话。在讲话中，邓小平坚信部队出于正当理由使用武力，彰显他坚定领导政府，澄清了内战的谣传，释放出改革开放如期继续的信号。中国中央电视台《新闻联播》播出讲话的部分片段。

## 讲话摘录
谈及八九民运：
|  | 这场风波迟早要来。这是国际的大气候和中国自己的小气候所决定了的，是一定要来的，是不以人们的意志为转移的，只不过是迟早的问题，大小的问题。而现在来，对我们比较有利。最有利的是，我们有一大批老同志健在，他们经历的风波多，懂得事情的利害关系，他们是支持对暴乱采取坚决行动的。虽然有一些同志一时还不理解，但最终是会理解的，会支持中央这个决定的。《人民日报》四月二十六日社论，把问题的性质定为动乱。“动乱”这两个字恰如其分，一些人反对的就是这两个字，要修改的也是这两个字。实践证明，这个判断是准确的。后来事态进一步发展到反革命暴乱，也是必然的。我们有一批老同志健在，包括军队，也有一批各个时期参加革命的骨干还在，因此，事情现在爆发，处理起来比较容易。处理这一事件的主要难点在于，我们从来没有遇到过这种情况，一小撮坏人混杂在那么多青年学生和围观的群众中间，阵线一时分不清楚，使我们许多应该采取的行动难以出手。如果没有我们党这么多老同志支持，甚至连事件的性质都难以确定。一些同志不了解问题的性质，认为这只是单纯的对待群众的问题，实际上，对方不只是一些是非不分的群众，还有一批造反派和大量的社会渣滓。他们是要颠覆我们的国家，颠覆我们的党，这是问题的实质。不懂得这个根本问题，就是性质不清楚。我相信，经过认真做工作，能取得党内绝大多数同志对定性和处理的拥护。事情一爆发出来，就很明确。他们的根本口号主要是两个，一是要打倒共产党，一是要推翻社会主义制度。他们的目的是要建立一个完全西方附庸化的资产阶级共和国。人民要求反腐败，我们当然接受。那些别有用心的人提出的所谓反腐败的口号，我们也要当好话来接受。当然，这个口号仅仅是他们的一个陪衬，而其核心是打倒共产党，推翻社会主义制度。 |

谈及六四清场：
|  | 处理这件事对我们军队是一次很严峻的政治考验，实践证明，我们的解放军考试合格。如果用坦克压过去，就会在全国造成是非不清。所以，我要感谢解放军指战员用这种态度来对待暴乱事件。尽管损失是令人痛心的，但可以赢得人民，使是非不明的人改变观点。让大家看看，解放军究竟是什么人，有没有血洗天安门，流血的到底是谁。这个问题清楚了，就使我们取得了主动。［…］总之，这是一个考验，考试是合格的。虽然军队里老同志不是很多了，战士们大都是十八九岁、二十岁出头的娃娃，但他们仍然是真正的人民子弟兵。在生命危险面前，他们没有忘记人民，没有忘记党的教导，没有忘记国家利益，面对死亡毫不含糊。慷慨赴死，从容就义，他们当之无愧。我讲考试合格，就是指军队仍然是人民子弟兵，这个性质合格。这个军队还是我们的老红军的传统。这次过的是真正的政治关、生死关，不容易呀！这表明，人民子弟兵真正是党和国家的钢铁长城。这表明，不管我们受到多么大的损失，不管如何更新换代，我们这个军队永远是党领导下的军队，永远是国家的捍卫者，永远是社会主义的捍卫者，永远是人民利益的捍卫者，是最可爱的人！同时，我们永远也不要忘记，我们的敌人是多么凶残，对他们，连百分之一的原谅都不应有。 |

## 要点
讲话主要有三点：评定六四事件的性质、评估邓小平自1978年以来主要政策的正确性、为未来的发展定调。
他重申党授权于解放军在六四清场中动用武力的决定，表示有鉴于“国际的大气候（大气候指1989年东欧剧变）和中国的小气候（小气候指资产阶级自由化）”，反党反社会主义的运动必然会发生。他又引用了《人民日报》四二六社论，指运动的目的就是要推翻中国的政治体制和共产党，甚至将学生运动称为“反革命暴乱”。同时称赞中国人民解放军戒严部队对示威者采取果断行动，是“人民的子弟兵”，并哀悼在清场行动中丧命的士兵。又说军队处理这件事时，经受了“严峻的考验”，即是忠于“人民、党的教义和利益”。他也知道党领导层部分人士并不认同行动的过程，但从长远角度来看，相信他们会改变看法。
接着，他反复问到他在20世纪80年代实行的改革开放政策是否正确，让在场人士去“思考”这个问题。他表示，中国的目标是要到2050年成为中等发达国家，认为唯有党的领导和政治稳定才能使得这个目标实现。实际上这可以概括为“一个中心、两个基本点”：即国家的重点是经济发展，但发展的同时必须坚持四项基本原则并积极推动市场改革和对外开放。
他表示，领导层未能坚决维护党的领导，在意识形态层面灵活迎合西方价值观，造成了事件的发生。认为西方民主是资产阶级自由化的标志，这种意识形态不符合中国的内部情况。他呼吁领导层重新巩固年轻人对党的正确观念，有效地重新引入对言论、新闻和集会自由的限制。
在讲话中，邓小平批评美国插手中国内政，指美国枪杀自己的抗议学生，因此没有批评中国的道德权威。

## 意义
六四事件发生时，邓小平唯一的官方头衔是中央军事委员会主席，意味着他掌握着武装力量的统帅权。以这种身份发表讲话，表明他没有超越“官方”头衔，实际上也让人觉得他掌握了控制权，国家不再有内战或起义的风险。讲话也向低级军官和普通民众澄清对党路线的质疑。党组织发动群众学习讲话内容。
讲话前，为避免质疑他“垂帘听政”的猜测，运动期间，邓小平一直避开公众的视野，除了参加前中共中央总书记胡耀邦的国葬并于5月中接见苏共中央总书记米哈伊尔·戈尔巴乔夫。中共中央总书记赵紫阳告诉戈尔巴乔夫，邓小平在中国是至高无上的权威，这使得邓小平重回中国民众及国际媒体的关注。讲话明确支持军方行动之余，坚持施行经济改革政策，而这些政策已成为邓小平任期内的标志。尽管如此，运动过后，邓小平的经济政策在党内失去了显着牵引力，改革的严谨性并没有重回正轨，直到1992年南巡。